# Suècia autèntica

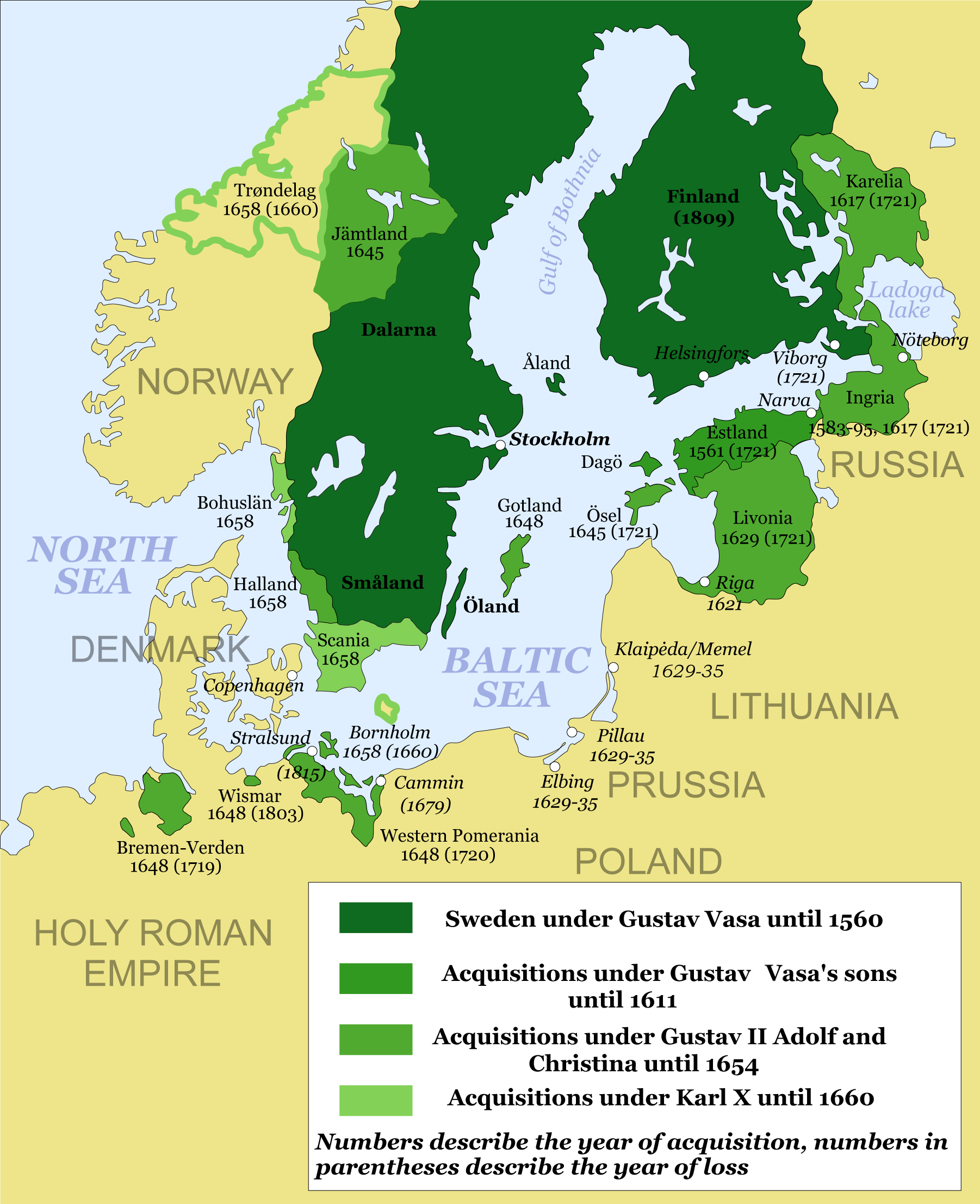
Suècia en l'apogeu de la seva expansió territorial, després del Tractat de Roskilde de 1658. El mapa mostra la Suècia autèntica en verd fosc, representada en el Riksdag dels Estats, mentre que els altres tons de verd indiquen els diferents dominis i possessions.

La Suècia autèntica o Suècia genuïna (Egentliga Sverige (suec)) és un terme emprat per diferenciar els territoris que estaven totalment integrats en el Regne de Suècia, en oposició als dominis i possessions, o dels estats units amb, Suècia.
Específicament, significa que aproximadament des del 1155/1156 fins al Tractat de Fredikshamn, el 1809, la Suècia autèntica incloïa la major part de l'actual Finlàndia com una regió totalment integrada al regne i que rebia el nom d'Österland. Després del 1809, això no obstant, el terme es va fer servir per distingir la part occidental de l'antiga meitat oriental del regne (Suècia de Finlàndia).
Skåneland, anteriorment una part de Dinamarca, esdevingué part de la Corona sueca en virtut del Tractat de Roskilde el 1658, però no fou fins al 1719 que s'integrà plenament en la Suècia genuïna.
Només els estaments de la Suècia autèntica estaven representats en el Riksdag dels Estats. A Suècia dins del Riksdag també s'hi trobava representat el quart estat, els camperols.
La Suècia autèntica, a diferència de la Finlàndia autèntica, és una referència geogràfica que ha canviat al llarg del temps, mentre que la segona és una província, al sud-oest de l'actual Finlàndia, que ha donat nom a tot el país.